# FC Sîngerei
FC Sîngerei (rum. Fotbal Club Sîngerei) – mołdawski klub piłkarski, mający siedzibę w mieście Sîngerei w środkowej części kraju.

## Historia
Chronologia nazw:
- 1971: Vierul Lazowsk (ros. «Виерул» Лазовск)
- 1979: Avangard Lazowsk (ros. «Авангард» Лазовск)
- 1991: Vierul Sîngerei (ros. «Виерул» Сынжерей)
- 1997: klub rozwiązano
- 2008: FC Sîngerei

Klub piłkarski Vierul Lazowsk został założony w miejscowości Lazowsk w roku 1971. W 1971 zespół startował w drugiej lidze mistrzostw Mołdawskiej SRR. W 1977 zajął drugie miejsce w drugiej lidze i awansował do pierwszej ligi. W 1979 zmienił nazwę na Avangard Lazowsk i zdobył trzecie miejsce mistrzostw Mołdawskiej SRR. W 1986 klub zdobył swój pierwszy tytuł mistrzowski. W 1991 jako Vierul Sîngerei zajął 11.miejsce wśród 15 zespołów.
Po uzyskaniu niepodległości przez Mołdawię i organizowaniu własnych mistrzostw klub startował w 1992 w rozgrywkach Divizia B "Nord". Również do sezonu 1996/97 walczył o Puchar Mołdawii, a potem został rozwiązany.
W 2008 klub został odrodzony jako FC Sîngerei. W sezonie 2011/12 zajął 9.miejsce w Serii Nord Divizia B. W sezonie 2013/14 zajął drugie miejsce w Serii Nord, w następnym sezonie był trzecim w końcowej klasyfikacji. Dopiero w sezonie 2015/16 zdobył mistrzostwo Serii Nord i awansował do Divizia A. Debiutowy sezon 2016/17 zakończył na 7.pozycji, a w następnym sezonie 2017 awansował na 5.lokatę.

## Sukcesy

### Trofea międzynarodowe
Nie uczestniczył w rozgrywkach europejskich (stan na 31-12-2017).

### Trofea krajowe
| \| \| Zdobyte trofea w rozgrywkach Mołdawii (stan na: 31-05-2017) \| |                                                             |      |                                             |
| Rozgrywki                                                            | Osiągnięcie                                                 | Razy | Sezon(y)                                    |
| Mistrzostwo                                                          | I miejsce                                                   | 0    |                                             |
| Mistrzostwo                                                          | II miejsce                                                  | 0    |                                             |
| Mistrzostwo                                                          | III miejsce                                                 | 0    |                                             |
| Puchar                                                               | zdobywca                                                    | 0    |                                             |
| Puchar                                                               | finalista                                                   | 0    |                                             |
| Puchar                                                               | 1/8 finału                                                  | 5    | 1995/96, 2013/14, 2014/15, 2015/16, 2017/18 |
| II liga                                                              | I miejsce                                                   | 0    |                                             |
| II liga                                                              | II miejsce                                                  | 0    |                                             |
| II liga                                                              | III miejsce                                                 | 0    |                                             |
| II liga                                                              | 5.miejsce                                                   | 1    | 2017                                        |
| Mołdawia                                                             | Zdobyte trofea w rozgrywkach Mołdawii (stan na: 31-05-2017) |      |                                             |

- Divizia B "Nord":
  - mistrz (1x): 2015/16
  - wicemistrz (1x): 2013/14
  - 3.miejsce (1x): 2014/15
- Mistrzostwa Mołdawskiej SRR:
  - mistrz (1x): 1986
  - 3.miejsce (1x): 1979

## Stadion
Klub rozgrywa swoje mecze domowe na stadionie Centralnym w Sîngerei, który może pomieścić 1500 widzów.